# SOUL'd OUT LAST LIVE " 0 "
『SOUL'd OUT LAST LIVE " 0 "』（ソウルドアウト ラストライヴ ゼロ）は、2014年に開催されたSOUL'd OUTのラストライブ、その模様を収録したDVD・Blu-rayの名称である。

## 概要
2014年7月19日、新木場STUDIO COASTにて行われたラストライブの模様をカット無しでDVDは2枚組、Blu-rayが1枚に収録されている。
初回仕様として「SOUL'd OUT LAST LIVE "0"」BACK STAGE PASSレプリカカードが、DVD・Blu-ray共通特典として封入されている。

## キャンペーン

### グッズ
2014年10月22日、公式ホームページにて映像化を記念したグッズが期間限定通販として発売された。販売期間は 2014年10月22日15:00 ～ 2014年11月5日23:59 までであった。

### ネットプリント
デジタルPHOTO BOOK内の一部の写真をセブン-イレブン店舗内にあるネットプリントで印刷できるようにしたものであり、2003年-2014年までの軌跡と、新木場STUDIO COASTラストライブから厳選されたものである。全8枚、各200円、Lサイズ。

## 収録内容
DVDは1-17（Disc1）、23-40（Disc2）となっている。
1. Opening
2. UnIsong
3. TOKYO通信〜Urbs Communication〜
4. TONGUE TE TONGUE
5. バナナスプリット
6. Magenta Magenta
7. HUNTER
8. ルル・ベル
9. and 7
10. SOUL'd OUT is Comin'
11. Twilight Twilight
12. COZMIC TRAVEL
13. 輪舞曲 (ロンド)
14. 円卓の騎士
15. SHUFFLE DAYZ
16. STEALTH Ⅱ / Human Beat Box
17. scribbles' intro
18. VOODOO KINGDOM
19. 1,000,000 MONSTERS ATTACK
20. Sticky 69
21. S.O Magic 2
22. Hoochie Coo Baby
23. MARTIAN MARTIAN
24. Flyte Tyme
25. Sweet Grrl パイセン
26. SUCK MY ART
27. ALIVE
28. BLUES
29. Love, Peace & Soul
30. MEGALOPOLIS PATROL
31. ウェカピポ
32. Dream Drive
33. To All Tha Dreamers
34. GASOLINE
35. Dear My Cru
36. EN1. GROWN KIDZ
37. EN2. SUPERFEEL
38. EN3. Starlight Destiny
39. scribbles
40. End